# Devils Haircut
«Devils Haircut» — песня американского музыканта Бека. Песня была выпущена вторым синглом из его альбома Odelay 1996 года.

## Музыкальное видео
Музыкальное видео на песню было снято Марком Романеком. На нём Бек гуляет по различным локациям Нью-Йорка в костюме ковбоя с бумбоксом на руках.
В видео присутствуют отсылки к фильмам «Полуночный ковбой» и «Четыреста ударов».
На премии MTV Video Music Awards 1997, Бек получил в общей сложности пять наград. Три за «The New Pollution» и две за «Devils Haircut»: «лучший монтаж» и «лучшее мужское видео».

## Список композиций
CD #1
1. «Devils Haircut» [LP Version]
2. «Devils Haircut» [Remix by Noel Gallagher]
3. «Groovy Sunday» [Remix by Mike Simpson]
4. «Trouble All My Days»

CD #2
1. «Devils Haircut» [LP Version]
2. «Dark and Lovely» [Remix by Dust Brothers]
3. «American Wasteland» [Remix by Mickey P.]
4. «.000.000»

12"
1. A1 «Devils Haircut» (LP Version) (3:13)
2. A2 «Devils Haircut» (Dark And Lovely) (3:38)
3. A3 «Devils Haircut» (American Wasteland) (2:43)
4. B1 «Where It’s At» (Lloyd Price Express) (4:57)
5. B2 «Clock»(2:43)

7"
1. «Devils Haircut»
2. «Lloyd Price Express»

## Участники записи
- Бек: основной и бэк-вокал, электрогитара, бас, гармоника, орган, барабанные семплы
- The Dust Brothers: виниловые проигрыватели «вертушки», барабанные семплы

## Хит-парады
| Хит-парад (1996-97)                  | Высшая позиция |
| ------------------------------------ | -------------- |
| Australia (ARIA)                     | 84             |
| Canada Alternative 30 (RPM)          | 19             |
| Europe (Eurochart Hot 100)           | 58             |
| Scotland (Official Charts Company)   | 19             |
| UK Singles (Official Charts Company) | 22             |
| US Billboard Hot 100                 | 94             |
| US Billboard Modern Rock Tracks      | 23             |

## Доп. ссылки
- Whiskeyclone discussion of Devils Haircut
- "Devils Haircut" official music video на YouTube